# 슈체치네크

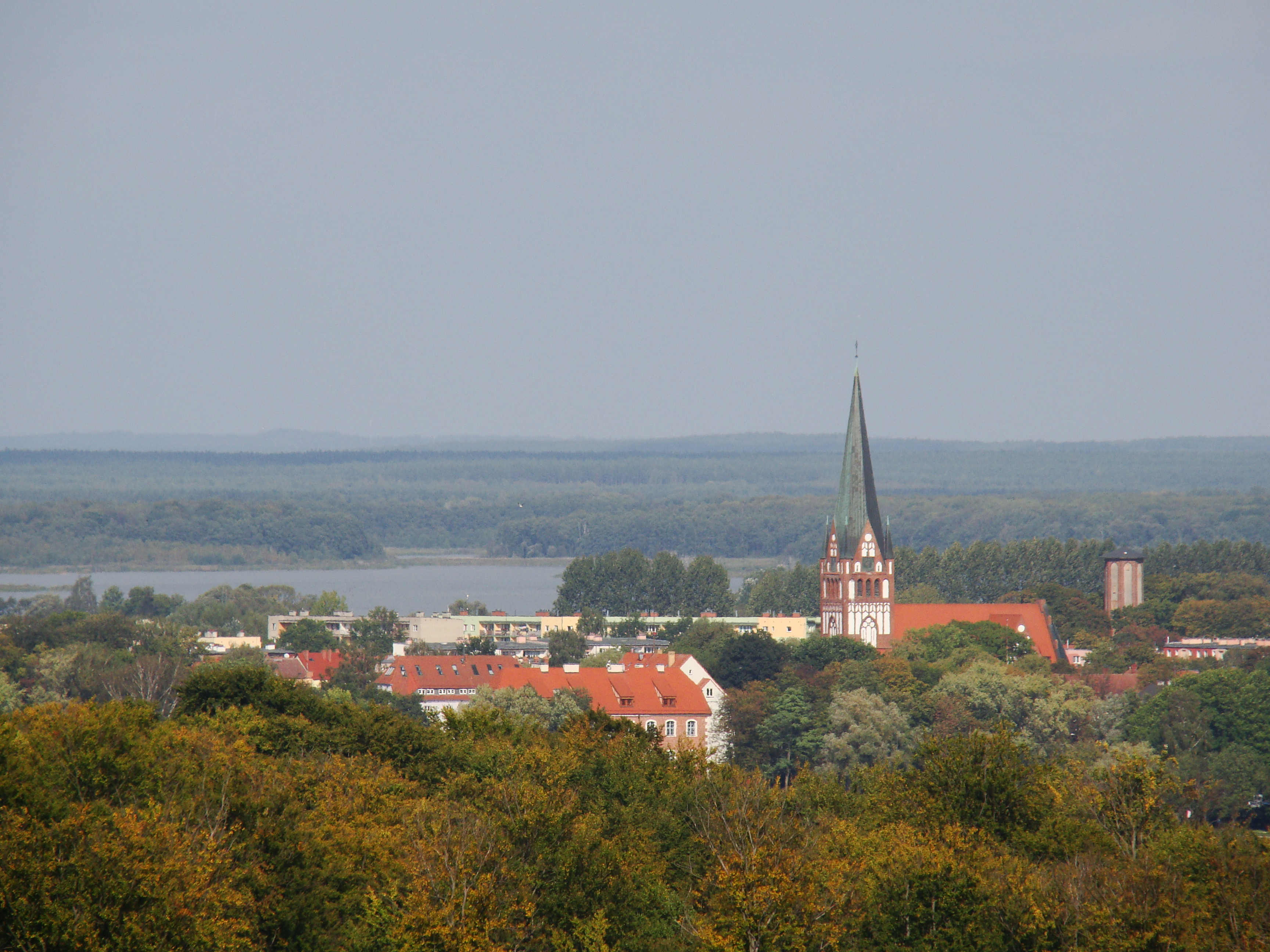
슈체치네크 시가지

슈체치네크(폴란드어: Szczecinek, 독일어: Neustettin 노이슈테틴[*], 카슈브어: Nowé Sztetëno)는 폴란드 북서부 서포모제주에 위치한 도시로 면적은 48.63km2, 인구는 40,211명(2010년 기준), 인구 밀도는 830명/km2이다.

시기
시 문장

## 역사
1310년 포메라니아 공국의 바르치스와프 4세(Warcisław IV) 공작이 이 곳에서 서쪽으로 약 150km 정도 떨어진 곳에 위치한 슈체친을 모델로 한 도시를 설립했으며 같은 해에 뤼베크법에 따른 도시 지위를 부여받았다. 설립 당시에는 "새로운 슈체친"이라는 뜻을 가진 '노비슈체친'(폴란드어: Nowy Szczecin, 독일어: Neustettin 노이슈테틴[*], 라틴어: Stetin Nova 스테틴노바[*]), "작은 슈체친"이라는 뜻을 가진 '마위슈체틴'(폴란드어: Mały Szczecin, 독일어: Klein Stettin 클라인슈테틴[*])이라는 이름으로 불렀다.
1423년 9월 15일에는 포메라니아 공작, 튜턴 기사단 수장, 덴마크의 에리크 7세 국왕이 이 곳에서 열린 회의를 통해 브란덴부르크 변경백국, 폴란드의 공격에 방어하기 위한 차원에서 동맹 관계를 수립하기로 결의했다. 1461년에는 폴란드의 카지미에시 4세 국왕의 명령을 받은 폴란드 군대가 타타르족 군대와 연합하여 공격하면서 파괴되었는데 이는 포메라니아 공작이 튜턴 기사단을 지원한 것에 대한 보복 차원에서 벌어졌다.
30년 전쟁 이후에는 브란덴부르크 변경백국, 1701년 이후에는 프로이센의 지배를 받았고 1945년 제2차 세계 대전의 종전과 함께 폴란드에 편입되었다.

## 자매 도시
- 네덜란드 베르헌옵좀